# ميغا مان 2
ميغا مان 2 (بالإنجليزية: Mega Man 2)‏، وتسمى في النسخة اليابانية روك مان2 دكتور وُالِي نو نازو (بالإنجليزية: ロックマン2 Dr.ワイリーの謎)‏، هي لعبة فيديو إلكترونية من نوع أكشن ومنصات، أنتجت ونشرت شركة كابكوم اليابانية سنة 1988م، وهي أحد أقوى سلاسل ميجا مان، وتعمل على عدة أنظمة ألعاب الفيديو، ومنها بلاي ستيشن الحصرية في اليابان و نينتندو إنترتنمنت سيستم والهواتف المحمولة وغير ذلك.